# Резолюция 203 на Съвета за сигурност на ООН
Резолюция 203 на Съвета за сигурност на ООН е приета единодушно на 14 май 1965 г. по повод гражданската война в Доминиканската република.
Обезпокоен от събитията в Доминиканската република, с Резолюция 203 Съветът за сигурност призовава за стриктно прекратяване на огъня и приканва генералния секретар спешно да изпрати представител в Доминиканската република за представяне на доклад до Съвета за сигурност, касаещ ситуацията в страната. Резолюцията призовава всички, замесени в конфликта, да оказват пълно съдействие на представителя на генералния секретар при изпълнението на неговата мисия.